# Сінмун (ван Сілли)
Сінмун (кор. 신문, 神文, Sinmun, Sinmun; 661–692) — корейський правитель, тридцять перший володар (ван) держави Сілла (другий ван об'єднаної Сілли).

## Біографія
Був старшим сином вана Мунму та панни Джеуї. Зійшов на трон після смерті батька 681 року. Його правління характеризується намаганнями зміцнити владу монарха в об'єднаних володіннях, а також налагодити систему управління за умов розширення територій держави.
Прийшов до влади фактично одразу після об'єднання Корейського півострова під керівництвом Сілли. В перші ж дні правління перед ваном постав серйозний виклик — серед знаті спалахнуло повстання проти монаршої влади. Молодий ван зумів придушити заколот, більше того, завдяки чисткам серед аристократії, що він їх провів після придушення виступів, його влада значно зміцнилась.
Намагався реформувати систему оподаткування, що викликало спротив з боку місцевої знаті. Хоч Сінмун і мав певні успіхи в цій царині, втім запропонована ним система збирання податків не прижилась і була ліквідована вже за його наступників.
Також 689 року Сінмун спробував перенести столицю до міста Талґубол (сучасний Тегу). Метою переїзду двору було послаблення позицій аристократії. Втім, найбільш імовірно, саме впливові аристократи зашкодили реалізації тих планів вана.
683 року Сінмун скасував військові владні повноваження, що їх раніше було надано Ансуну, спадкоємцю когурьоського престолу, та наказав йому переїхати до Кьонджу. В той же період спалахнули ще два заколоти, які ван придушив.
Сінмун помер 692 року, після чого трон зайняв його старший син Хьосо.